# Вест-Сілоум-Спрінгс (Оклахома)
Вест-Сілоум-Спрінгс (англ. West Siloam Springs) — місто (англ. town) в США, в окрузі Делавер штату Оклахома. Населення — 1000 осіб (2020).

## Географія
Вест-Сілоум-Спрінгс розташований за координатами 36°10′32″ пн. ш. 94°35′39″ зх. д. / 36.17556° пн. ш. 94.59417° зх. д. (36.175603, -94.594132).  За даними Бюро перепису населення США в 2010 році місто мало площу 9,14 км², уся площа — суходіл.

## Демографія
Згідно з переписом 2010 року, у місті мешкало 846 осіб у 296 домогосподарствах у складі 196 родин. Густота населення становила 93 особи/км².  Було 360 помешкань (39/км²).
Расовий склад населення:
| - 71,5 % — білих - 15,5 % — корінних американців - 1,1 % — азіатів - 0,5 % — чорних або афроамериканців - 2,2 % — осіб інших рас |

До двох чи більше рас належало 9,2 %. Частка іспаномовних становила 8,7 % від усіх жителів.
За віковим діапазоном населення розподілялося таким чином: 24,6 % — особи молодші 18 років, 55,0 % — особи у віці 18—64 років, 20,4 % — особи у віці 65 років та старші. Медіана віку мешканця становила 41,4 року. На 100 осіб жіночої статі у місті припадало 87,2 чоловіків;  на 100 жінок у віці від 18 років та старших — 83,9 чоловіків також старших 18 років.
Середній дохід на одне домашнє господарство  становив 44 752 долари США (медіана — 36 071), а середній дохід на одну сім'ю — 49 715 доларів (медіана — 45 804). Медіана доходів становила 31 354 долари для чоловіків та 22 813 долари для жінок. За межею бідності перебувало 16,0 % осіб, у тому числі 18,2 % дітей у віці до 18 років та 9,0 % осіб у віці 65 років та старших.
Цивільне працевлаштоване населення становило 390 осіб. Основні галузі зайнятості: виробництво — 32,8 %, освіта, охорона здоров'я та соціальна допомога — 16,4 %, роздрібна торгівля — 15,9 %.